# Maurycy Mędrzycki
Maurycy Mędrzycki, franc. Maurice Mendjizky (ur. 20 lipca 1890 w Łodzi, zm. 8 maja 1951 w Saint-Paul-de-Vence) – polski malarz pochodzenia żydowskiego, tworzący we Francji. Wchodził w krąg artystów École de Paris.

## Życiorys
Urodził się w rodzinie rzemieślników jako Mojsze Zelik Mędrzyżecki. Edukację artystyczną rozpoczął zapewne od Szkoły Rysunkowej Jakuba Katzenbogena w Łodzi. W 1906 wyjechał do Berlina, gdzie chciał uczyć się muzyki, aby zostać dyrygentem. W 1908 roku wrócił do Łodzi, aby odbyć służbę wojskową. W 1909 osiadł w Paryżu, gdzie związał się ze środowiskiem artystycznym École de Paris. Po 1918 roku poznał Alice Ernestine Prin, która została jego muzą, a także kochanką. Alice, znana później jako Kiki de Montparnasse, związana była z Mędrzyckim do 1921 roku. Według niektórych źródeł to Mędrzycki wymyślił jej pseudonim artystyczny. Pierwsza indywidualna wystawa Mędrzyckiego miała miejsce w paryskiej Galerie Lorenceau w 1920 roku. Wstęp do katalogu wystawy napisał André Salmon.
W 1913 poznał Renoira, który zaprosił go do spędzenia kilku dni w jego domu w Cagnes-sur-Mer. Mędrzycki, zauroczony tym regionem Francji, osiadł tam w 1921 na trzy lata. W 1924, po powrocie do Paryża, spotkał marszanda Leopolda Zborowskiego, który pomagał mu sprzedawać obrazy. W 1931 miał indywidualną wystawę w Galerii Kleinmanna w Paryżu.
W 1933, po dojściu Hitlera do władzy, Mędrzycki wraz z Paulem Signacem założył „Ruch Intelektualiści za Pokój”, w którym działało wielu pisarzy, naukowców i poetów.
W 1939 wspólnie ze swoją rodziną ukrył się w Alpach Nadmorskich, gdzie był członkiem francuskiego ruchu oporu. Jego żona została aresztowana w 1942, jego syn, Claude, został zamordowany przez Niemców 14 dni przed wyzwoleniem.
Artysta zmarł na raka w 1951 w Saint-Paul-de-Vence.

## Twórczość
Malował głównie pejzaże, kwiaty, kompozycje figuralne. W swej twórczości inspirował się malarstwem Cézanne’a. W jego przestrzenne pejzaże często wpisane były kubiczne formy wiejskiej zabudowy. Mędrzycki zachował kontakty z Polską, wystawiał swoje dzieła na wystawach sztuki żydowskiej w Warszawie i w Łodzi. Ostatnim jego dziełem była seria grafik W hołdzie bohaterom warszawskiego getta, utrzymana w stylu ekspresjonistycznym. Zostały one wydane w 1955 z tekstami Paula Eluarda i Vercorsa.